# (301) Bavaria
(301) Bavaria es un asteroide perteneciente al cinturón de asteroides descubierto el 16 de noviembre de 1890 por Johann Palisa desde el observatorio de Viena, Austria. Está nombrado por Baviera, una región del sur de Alemania.